# Vocativo
Il vocativo è uno dei casi indoeuropei della declinazione dei nomi ed esprime la chiamata, il richiamo, l'invocazione.
Esso fu introdotto nella classificazione dei casi dai grammatici greci, ma alcuni studiosi ritengono che non andrebbe considerato tale, in quanto, sul piano morfologico, esso non è caratterizzato da alcuna desinenza propria: in latino, per esempio, esso presenta la forma del puro tema nella seconda declinazione (lupe) o una desinenza identica al nominativo nelle altre; mentre, sul piano sintattico, il vocativo non ha alcun legame con il resto della frase. 
Si usa invece ancora nelle lingue baltiche come il lituano e anche in molte delle lingue slave, come il polacco, il ceco o l'ucraino. In slovacco il caso vocativo è arretrato nel XX secolo a vantaggio del nominativo ed è stato rimosso dalle tabelle di declinazione della Pravidlá slovenského pravopisu, ma è ancora usato per molti sostantivi (ad esempio Bože, "o Dio", nominativo Boh).
In italiano corrisponde al complemento di vocazione.